# 三人新世界
《三人新世界》（英語：Heart Into Hearts）是1990年上映的一部香港愛情喜劇電影，由冼杞然執導，林子祥、鄭裕玲、張曼玉、周慧敏及梁佩瑚主演，為當年德寶電影公司的賀歲片。此劇為1988年電影《三人世界》之續篇。

## 劇情
於前集成為戀人的Alex（林子祥 飾）與朱麗娥（鄭裕玲 飾）計劃在結婚後享受二人世界。然而，Alex的公司在此時急召他著手開展新工作，他與新來的女導演Joe（張曼玉 飾）成為工作搭檔，一同被派往巴黎拍廣告片，這令缺乏安全感的麗娥擔心不己，在Alex表哥（許紹雄 飾）的慫恿下奔到巴黎實地監督。離了婚的Alex表哥帶著子女寄住林家，更在他家召妓。另一邊廂，朱麗娥與Joe勢成水火，令Alex不知如何是好......

## 角色
| 演員   | 角色           | 備註                           |
| 林子祥 | Alex           | 廣告公司高層                   |
| 鄭裕玲 | 朱麗娥         |                                |
| 張曼玉 | Joe            | 廣告女導演。做事果斷、性格爽朗 |
| 周慧敏 | 毛慧敏／Vivian | 麗娥的女兒                     |
| 梁佩瑚 |                | 慧敏之同學                     |
| 關秀媚 | Lucy           |                                |
| 鄭柏林 | 小柏林         | Alex表哥之子                   |
| 陳卓欣 | 欣欣           | Alex表哥之女                   |
| 許紹雄 |                | Alex之表哥                     |
| 陳國新 | Dennis         | Alex之同事兼損友               |
| 文雋   |                | Alex之同事兼損友               |
| 葉漢良 |                | Alex之同事兼損友               |
| 周美鳳 |                | Alex之同事                     |
| 梁鴻華 |                | Alex之同事                     |
| 葉榮祖 | 梁生           | Alex之廣告公司老闆             |
| 張贊生 |                |                                |
| 郭彼得 |                |                                |

## 外部連結
- 香港影庫上《三人新世界》的資料（繁體中文）
- 開眼電影網上《三人新世界》的資料（繁體中文）
- 时光网上《三人新世界》的資料（简体中文）
- 豆瓣电影上《三人新世界》的資料 （简体中文）
- 互联网电影数据库（IMDb）上《三人新世界》的资料（英文）